# Teraina (öråd i Kiribati)
Teraina är ett öråd i Kiribati.   Det omfattar atollen Teraina i ögruppen Linjeöarna, i den västra delen av landet, 3 000 km öster om huvudstaden Tarawa. Antalet invånare är 1 155.
Följande samhällen finns i Teraina:
- Tanekore Village
- Matanibike Village
- Arabata Village
- Onouea Village
- Kauamwmwe Village